# Carles Choví
Carles Francesc Choví Añó (Benifayó, Valencia; 11 de enero de 1967) es un empresario y político español, de ideología valencianista y demócrata. Fue Secretario General de Units per València y Coordinador General de Demòcrates Valencians, formación donde esta se integra desde 2013.

## Biografía
Carles Choví fue militante de Unió Valenciana desde 1986 hasta 2004.
En UV, llegó a ser presidente provincial de las juventudes del partido regionalista, cargo que abandonó poco después al suprimir la estructura provincial de la formación juvenil.
En el periodo en que Héctor Villalba lideró el partido, Carles Choví formó parte de la ejecutiva nacional de UV, llegando a ser el responsable político de la campaña electoral de las elecciones a las Cortes Valencianas de 1999, en la que UV quedaría por debajo del umbral del 5% de los votos por primera vez desde su fundación.
En 2005 fundó el partido valencianista Opció Nacionalista Valenciana, en el que sería Secretario General, cargo que revalidaría en 2008 cuando ONV se refundara como Units per València.
En 2013, desde Units per València se impulsa la creación de Demòcrates Valencians, partido centrista donde convergen diferentes partidos independientes de ámbito local.